# Ліскі (Піський повіт)
Ліскі (пол. Liski, нім. Lisken) — село в Польщі, у гміні Піш Піського повіту Вармінсько-Мазурського воєводства.
Населення — 305 осіб (2011).

## Демографія
Демографічна структура станом на 31 березня 2011 року:
|          | Загалом | Допрацездатний вік | Працездатний вік | Постпрацездатний вік |
| -------- | ------- | ------------------ | ---------------- | -------------------- |
| Чоловіки | 159     | 51                 | 95               | 13                   |
| Жінки    | 146     | 36                 | 81               | 29                   |
| Разом    | 305     | 87                 | 176              | 42                   |